# Omurtag bolgár kán
Omurtag (bolgárul: Омуртаг), (? – 831) bolgár kán (815 – 831), a dunai Első Bolgár Birodalom uralkodója.
Krum fiaként született, és nagybátyja, Dicsevg halála után jutotta trónra. 817-ben V. León bizánci császárral 30 évi fegyverszünetet kötött, így képes volt figyelmét nyugatra irányítani. 827-ben elfoglalta a frankoktól a mai Szerémséget és Dél-Magyarország egy részét: ez a föld a bolgárok kezén maradt a magyarok bejöveteléig. Omurtag a kereszténység első terjesztőit országában keményen üldözte és Mánuel drinápolyi érseket, három más püspököt, valamint 374 keresztény foglyot egy napon megöletett.